# Четвёртый рынок
Торговля на четвёртом рынке (англ. Fourth market) — прямая торговля между учреждениями без использования услуг брокеров-дилеров, позволяющая избежать как комиссии, так и спреда между ценами покупки и продажи.  Сделки обычно совершаются блоками. Оценить объем активности четвёртого рынка невозможно, поскольку сделки не подлежат отчетности. Исследования показали, что через четвёртый рынок торгуется несколько миллионов акций ежедневно.